# Plus ultra (Novelle)
Plus ultra ist eine Novelle von Gertrud von le Fort, die 1950 im Insel-Verlag erschien. Plus ultra – "immer weiter" – war die Devise Kaiser Karls V., der in dem Roman das Ziel der unerfüllten Liebe der Protagonistin ist.

## Inhalt
Die Novelle spielt um 1530 in Mecheln am Hofe Margaretes von Österreich. Sie hat die Form einer Beichte der Nonne Donna Arabella an ihre vorgesetzte ehrwürdige Mutter, die Generaloberin des Annunziatenordens.
Donna Arabellas Liebe zum Kaiser entbrennt auf Schloss Simancas, als der junge Herrscher das erste Mal den Blick auf das Mädchen richtet. Darauf nimmt die Statthalterin die junge Waise aus großem Hause mit in die Hauptstadt der spanischen Niederlande nach Mecheln in Flandern. Arabella kann das der Statthalterin nicht verzeihen, bis sie von ihr erfährt, dass der Kaiser es war, der sie des Kaisertums wegen ins Kloster schicken wollte. Arabella muss erst noch begreifen, was Kaisertum bedeutet. Es bedeutet zum Beispiel, dass es am kaiserlichen Hofe keine Johanna van der Gheenst mehr geben kann, seit es dort die Kaiserin gibt. Der Kaiser hat mit der schönen flandrischen Weberstochter Johanna ein Kind. Die kleine selbstsichere uneheliche Tochter des Kaisers wächst Tür an Tür mit der Statthalterin auf. Zu Arabellas Erstaunen muss sogar die Statthalterin vom Prälaten daran erinnert werden, was Kaisertum bedeutet. Der Bischof wartet schon lange darauf, die Kirche von Brou ihrer geistlichen Bestimmung zu übergeben. Doch die Statthalterin hintertreibt die kirchliche Absicht und lehnt sich in einem Gespräch mit dem Prälaten dagegen auf. Beansprucht die Statthalterin doch diese Kirche allein als Grablege für ihre Familie. In Brou ruht bereits ihr viel zu früh dahingegangener geliebter Gatte.
Die Statthalterin, die Arabella auf eine Reise nach Brou mitnehmen will, stirbt nach einem kleinen Unfall an Wundbrand.
Weil die Regentin im Beisein Arabellas gestorben ist, wird sie vom Kaiser, der sich in Flandern aufhält, empfangen. Zum zweiten Mal trifft sie dieser Blick des Herrschers. Den erwidert Arabella diesmal. Der Kaiser versteht die Antwort.
Das junge Mädchen opfert sich für das Kaisertum und wird Nonne. In Brou, der letzten Ruhestätte der Statthalterin, wird die erste Messe gefeiert. Arabella darf den Platz einnehmen, der für den inzwischen schon wieder abwesenden Kaiser bestimmt war. Auf dem Samt des Gestühls liest Arabella die Worte "Plus ultra".

## Historischer Hintergrund
Gertrud von le Fort erwähnt in dem Text weder den Namen des Kaisers noch den der Margarete von Österreich. Doch Margarete lässt sich ermitteln – unter anderem über den Namen ihrer Residenz Mecheln, über ihren Titel Frau Statthalterin und auch über die Herkunft. Es handelt sich um die Tochter des Kaisers Max. Über Margarete hinwiederum führt ein direkter Weg auf den Namen des Kaisers. Karl V. wurde als Kind von seiner Tante Margarete erzogen. Zudem weisen eine Fülle historischer Ereignisse im Text auf den Kaiser und ebenso auf seine Erzieherin – zum Beispiel der Damenfriede von Cambrai oder der Sacco di Roma.

## Zitate
- "Siegen macht engstirnig!"[3]
- "Den Verzauberten kann niemand helfen."[4]
- "Liebe kann nicht sterben."[5]
- Ihr Motto lautete „Fortune infortune fort une“ (Glück- unglücklich machts einen)
- "Es tut den trotzigen Ständen des Landes gut, wenn sie auf eine (regierende) Frau hören – der Mann allein, das ist viel Ungestüm, aber wo die Frau seine Hand hält, da kommt die Welt ins Gleichgewicht."